# Cataleptodius olsoni
Cataleptodius olsoni is een krabbensoort uit de familie van de Xanthidae. De wetenschappelijke naam van de soort is voor het eerst geldig gepubliceerd in 1990 door Manning & Chace.